# Sötét helyek
A Sötét helyek  (eredeti cím: Dark Places) 2015-ben bemutatott francia–amerikai–brit misztikus filmthriller, amelyet Gilles Paquet-Brenner írt és rendezett. A forgatókönyv alapjául Gillian Flynn azonos című regénye szolgált. A főbb szerepekben Charlize Theron, Christina Hendricks, Nicholas Hoult és Chloë Grace Moretz látható.
Az Amerikai Egyesült Államokban 2015. augusztus 7-én, Franciaországban 2015. augusztus 8-án mutatták be a mozikban.

## Cselekmény
1985-ben a hétéves Libby szemtanúja lesz édesanyja és két nővére meggyilkolásának. A kislány tanúvallomásának köszönhetően bátyja, Ben börtönbe kerül. 
2010-ben egy civil szervezet ismét érdeklődni kezd az ügy iránt és felkeresik az immár felnőtt Libbyt, hogy meséljen nekik a tragédiáról. Miközben próbálják rekonstruálni az eseményeket, az emlékek hatására Libby kételkedni kezd Ben bűnösségében.

## Szereplők
| Szereplő     | Színész                       | Magyar hang     |
| ------------ | ----------------------------- | --------------- |
| Libby Day    | Charlize Theron               | Solecki Janka   |
| Libby Day    | Sterling Jerins (fiatalon)    | Györke Laura    |
| Patty Day    | Christina Hendricks           | Pikali Gerda    |
| Lyle Wirth   | Nicholas Hoult                | Szatory Dávid   |
| Ben Day      | Corey Stoll                   | Czvetkó Sándor  |
| Ben Day      | Tye Sheridan (fiatalon)       | Baradlay Viktor |
| Diondra      | Andrea Roth                   | Makay Andrea    |
| Diondra      | Chloë Grace Moretz (fiatalon) | Csifó Dorina    |
| Runner Day   | Sean Bridgers                 | Bognár Tamás    |
| Trey Teepano | J. LaRose                     | Koncz István    |
| Trey Teepano | Shannon Kook (fiatalon)       | Moser Károly    |
| Michelle Day | Natalie Precht                | Kántor Kitty    |
| Debby Day    | Madison McGuire               | Gyarmati Laura  |
| Diane        | Jennifer Pierce Mathus        | Spilák Klára    |
| Crystal      | Denise Williamson             | Dögei Éva       |
| Calvin Diehl | Jeff Chase                    | Varga Tamás     |
| Krissi Cates | Drea de Matteo                | Mezei Kitty     |
| Krissi Cates | Addy Miller (fiatalon)        | Boldog Emese    |
| Robert       | Dan Hewitt Owens              | Kajtár Róbert   |
| Jim Jeffreys | Glenn Morshower               |                 |

## Fordítás
- Ez a szócikk részben vagy egészben  a   Dark Places (2015 film) című angol Wikipédia-szócikk ezen változatának fordításán alapul.  Az eredeti cikk szerkesztőit annak laptörténete sorolja fel. Ez a jelzés csupán a megfogalmazás eredetét és a szerzői jogokat jelzi, nem szolgál a cikkben szereplő információk forrásmegjelöléseként.